# Hannelore
Hannelore  è un nome proprio di persona tedesco femminile.

## Origine e diffusione
Si tratta di un nome composto. È formato dall'unione di Hanne (un ipocoristico di Johanne tipico delle lingue germaniche, da non confondersi con Anna) con Eleonore.

## Onomastico
Il nome è adespota, ovvero nessuna santa lo porta. L'onomastico si può festeggiare o il 1º novembre, in occasione di Ognissanti, o lo stesso giorno dei nomi Giovanna ed Eleonora.

## Persone
- Hannelore Anke, nuotatrice tedesca
- Hannelore Friedel, atleta tedesca
- Hannelore Hoger, attrice tedesca
- Hannelore Kraft, politica tedesca

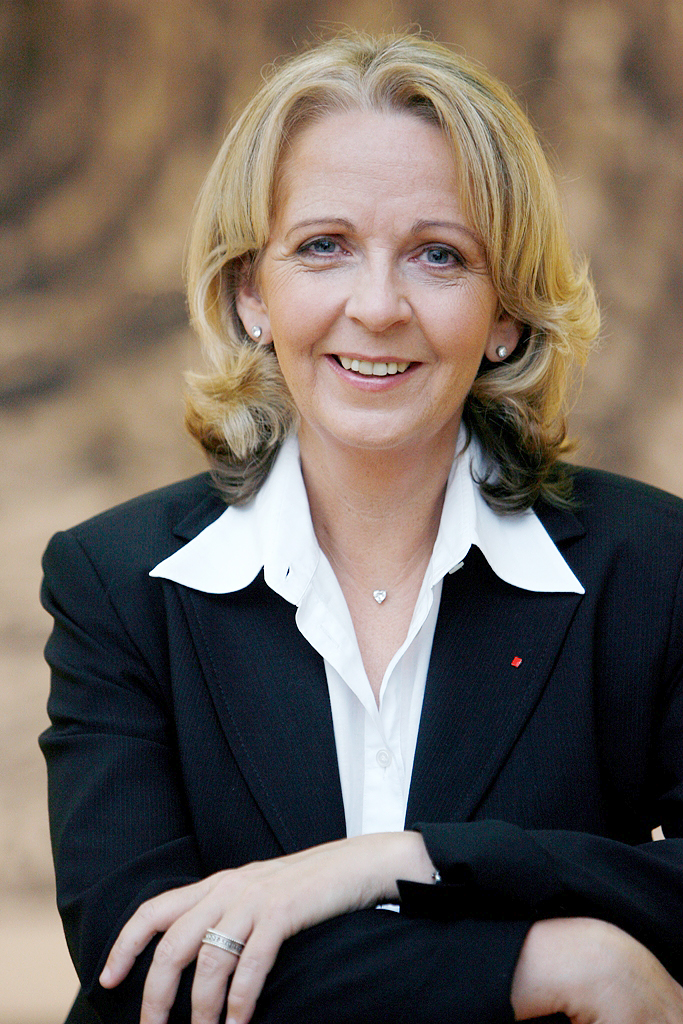
Hannelore Kraft

- Hannelore Wenzel, vero nome di Hanni Wenzel, sciatrice alpina liechtensteinese

## Il nome nelle arti
- Hannelore è un personaggio del film del 1969 Scene di caccia in bassa Baviera, diretto da Peter Fleischmann.
- Hannelore Von Kamprad è un personaggio del videogioco Hitman 2: Silent Assassin.